# フェイ・グリム
『フェイ・グリム』（Fay Grim）は2006年製作のアメリカ映画。ハル・ハートリー監督・脚本。1997年公開の『ヘンリー・フール』に続く『ヘンリー・フール・トリロジー』の第2作。

## ストーリー
女手ひとつで思春期の息子ネッドを育てるフェイはネッドが行方不明の夫ヘンリーの様に道を踏み外すのではと不安を募らせていた。ある日、フェイの前にCIAのエージェントだと名乗る男フルブライトが現れる。ヘンリーはすでに死亡しており遺品である手記を引き取るためにフランスに飛んで欲しいと言う。それには国家の安全保障に関わる重大機密が書かれておりフェイは各国のスパイ戦に巻き込まれてしまう。

## キャスト
- パーカー・ポージー - フェイ・グリム
- ジェフ・ゴールドブラム - フルブライト
- サフロン・バロウズ - ジュリエット
- エリナ・レーヴェンソン - ビビ
- リーアム・エイケン - ネッド・グリム
- トーマス・ジェイ・ライアン - ヘンリー・フール
- ジェームズ・アーバニアク - サイモン・グリム
- DJメンデル - ラング神父
- ヤスミン・タバイタバイ - ミラ
- 二階堂美穂 - ノック・デン

## その他
2018年4月から6月にかけてハル・ハートリー復活祭にて日本初上映